# Domingo Bingo
Domingo Bingo foi um programa de televisão brasileiro exibido pela Rede Globo de 3 de julho a 17 de julho de 1983. Foi apresentado por Paulo Giovanni e Monique Evans. Era uma atração interprograma dividida em 5 rodadas, das 14:30 às 19:00. Foi criado pelo matemático Oswald de Souza, que adaptou para a televisão um dos jogos mais populares no país, o bingo.

## Formato
O Domingo Bingo distribuía prêmios aos telespectadores, que participavam enviando cartas à Rede Globo:. O programa tinha cinco patrocinadores: CB (Supermercados Casas da Banha), Arisco, Monange, Doriana e Doril. No cenário, havia a palavra "bingo". Em cada uma das cinco rodadas, os apresentadores sorteavam a que letra corresponderia cada patrocinador e, em seguida, sorteavam cinco cartas de telespectadores, que deviam acertar a ordem dos patrocinadores. Caso o sorteado acertasse duas posições, fazia um "duque" e recebia uma quantia em dinheiro. Acertando três posições, fazia um "terno" e recebia uma quantia mais alta. No caso de acertar as cinco combinações, o sorteado recebia o maior prêmio, o "domingo bingo".
Além dos prêmios em dinheiro, eram sorteados semanalmente carros zero quilômetro.